# Six Jours d'Ottawa
Les Six Jours d'Ottawa sont une course cycliste de six jours disputée à Ottawa, au Canada. Une seule édition est organisée en 1936.

## Palmarès
| Année | Vainqueur                                      | Deuxième                                    | Troisième                           |
| ----- | ---------------------------------------------- | ------------------------------------------- | ----------------------------------- |
| 1936  | Albert Heaton Roy McDonald Robert Walthour Jr. | Raymond Bédard Max Hurley Georges Trépanier | Tommy Flynn Jackie Gruber Guy Ricci |